# London Boys
London Boys va ser un duo britànic de pop dance amb seu a Alemanya format per Edem Ephraim (1 de juliol de 1959, Londres, Regne Unit - 21 de gener de 1996) i Dennis Fuller (19 de juny de 1959, Jamaica - 21 de gener de 1996). Se'ls recorda millor pels èxits Rèquiem i London Nights. El duet va tenir un tràgic final a l'any 1996 en un accident de cotxe als Alps orientals.

## Història
Malgrat que tots dos residien a Hamburg (Alemanya) des del 1981, Ephraim nascut a Londres i Fuller a Jamaica es van conèixer a l'escola, en el barri de Greenwich (Londres). Procedents del món del ball, el productor discogràfic Ralf-René Maué els va descobrir, i a l’any 1986 es va crear el duet. El seu estil era una barreja de música soul i eurobeat amb coreografies, sovint acrobàtiques, fruit de l’experiència de tots dos com a ballarins sobre patins. Les seves actuacions i vídeos musicals es basaven sobretot en la seva destresa en el ball.
El seu senzill Requiem (1988) va arribar al número 4 de la llista de singles del Regne Unit. Junt amb l’altre tema d’èxit London Nights, les dues a l'àlbum The Twelve Commandments of Dance (Atlantic Records), van assolir el segon lloc a les llistes de senzills i àlbums del Regne Unit. Un altre senzill, Harlem Desire, va arribar al número 17. Les cançons My Love (1987), Chapel of Love (1990) i Freedom (1991), també van entrar a les llistes de singles sense arribar a llocs destacats. Després d'això, els seus enregistraments posteriors van tenir poc èxit. No obstant això, els London Boys van vendre 4,5 milions de discos a tot el món.
Després d’abandonar l'escena musical, London Boys va reaparèixer el 1995. Van editar un àlbum crossover amb Polydor anomenat Hallelujah Hits, que incorporava arranjaments d'eurodance a composicions religioses tradicionals.

## Mort
Ephraim i Fuller van morir el 21 de gener de 1996 quan en una carretera de muntanya als Alps austríacs, de camí a una estació d'esquí, el cotxe on viatjaven va ser envestit per un conductor ebri. L'esposa d'Ephraim també va morir en l'accident, deixant orfe el seu fill de tres anys, així mateix com la filla de Fuller, de deu anys.

## Discografia

### Àlbums
- The Twelve Commandments of Dance (1988/89)
- Sweet Soul Music (1991)
- Chapel of Love (1991)
- Love 4 Unity (1993)
- Hallelujah Hits (1995) com a "New London Boys"